# Серицит
Серицит (англ. sericite, hydromica; нем. Serizit m) — минерал класса силикатов, мелкодисперсный, частично гидратизированная разновидность мусковита. Характеризуется низким содержанием K2O и повышенным SiO2, MgO, H2O. Бесцветный, часто с желтоватым, сероватым и зеленоватым оттенками.  Породообразующий минерал гидротермальных образований и метаморфических горных пород. Образуется за счет разрушения полевых шпатов. Встречается в метаморфических сланцах, продуктах выветривания алюмосиликатов, часто в виде включений в кристаллы плагиоклазов, щелочных полевых шпатов, лейцита, нефелина и др. Серицит имеет важное поисковое значение как минерал, который часто сопровождает медь, полиметаллы, золото и др. виды оруденения. Синоним — пикнофилит, иногда — иллит.
Различают: серицит магнистый (серицит, который содержит до 3 % MgO).